# 新潟県道146号岩船町停車場岩船線
新潟県道146号岩船町停車場岩船線（にいがたけんどう146ごう いわふねまちていしゃじょういわふねせん）は、新潟県村上市内を通る一般県道である。

## 概要

### 路線データ
- 起点：新潟県村上市小口川字中江向（岩船町駅）
- 終点：新潟県村上市岩船上町（新潟県道3号新潟新発田村上線交点）

## 接続する道路
- 村上市道（起点：村上市小口川字中江向、岩船町駅前）
- 新潟県道142号岩船町停車場有明線（岩船町駅前（起点） - 村上市小口川（「小口川交差点」北方）で重複）
- 国道345号（八日市12交差点）

この間西行き一方通行区間あり（村上市八日市 - 岩船上町交差点）
- 新潟県道3号新潟新発田村上線（坂町鼠ヶ関道）（終点：岩船上町交差点）

## 周辺
- JR東日本羽越本線 岩船町駅
- 日本海東北自動車道 神林岩船港IC
- 村上市役所 神林支所（旧・神林村役場）
- 学校法人北都健勝学園
  - 新潟リハビリテーション大学
  - 新潟リハビリテーション専門学校
- 村上市立岩船中学校
- 村上市立西神納小学校
- 村上市立岩船小学校
- 第四北越銀行 岩船支店
- 村上信用金庫 岩船支店
- 新潟漁業協同組合 岩船港支所
- 神林郵便局
- 岩船郵便局
- 神林総合運動公園野球場
- 岩船港[1]